# Los 500 sombreros de Bartolomé Cubbins
Los 500 sombreros de Bartolomé Cubbins es un libro infantil escrito por Dr. Seuss y publicado por Vanguard en 1938. A diferencia de la mayoría de los libros del Dr. Seuss, está escrito en prosa en lugar de la rima y los versos.
Geisel, que coleccionaba sombreros, tuvo la idea de la historia en un tren que iba desde Nueva York a Nueva Inglaterra, mientras estaba sentado detrás de un hombre de negocios con un sombrero.

## Reseña
Ambientada en la época feudal, la historia comienza en el Reino de Didd, cuando el rey Derwin está montando a caballo a través de una calle, por la cual está caminando Bartolomé Cubbins, un niño pobre del mercado. Bartolomé se quita el sombrero, de acuerdo con las leyes, pero otro sombrero aparece misteriosamente en su cabeza, y cuando él intenta quitarse éste también, aparece otra vez, cuando se quita los sombreros aparecen más y más, a partir del sombrero 451º crece la extravagancia y la belleza de los accesorios. 
Como Bartolomé no puede quitarse los sombreros de la cabeza, es amenazado de muerte cuando, el sombrero 500, tachonado con gemas grandes y dorados, es retirado y es cabeza de Bartolomé vuelve a estar libre otra vez. Aturdido por la belleza del sombrero, el rey Derwin
le concede indulto y lo comercializa 500 monedas de oro para el sombrero 500.

## Grabación
No mucho tiempo después de la publicación, la historia fue adaptada para un álbum publicado por RCA Victor. Narrado por Paul Wing, la adaptación de audio tenía una duración de 13 minutos y 37 segundos. La dramatización contó con música y efectos de sonido en dos discos de 78 RPM con una funda plegable. Esta grabación se reprodujo en las aulas de las escuelas primarias durante la década de 1940.

## Teatro
La compañía de teatro de Minnesota, la única compañía de teatro juvenil en ganar el codiciado premio regional Tony, es la única compañía de teatro en el mundo con los derechos para realizar Los 500 Sombreros de Bartolomé Cubbins en el escenario. 
La compañía la ha interpretado casi una docena de veces desde que Dr. Seuss les otorgara los derechos. La compañía ha recorrido con la obra los Estados Unidos, China, Rusia y Japón.

## Serie
Los personajes de Bartolomé y el rey Derwin regresaron una década después en Bartolomé y el Oobleck.